# 포곡로
포곡로(Pogok-ro)는 경기도 용인시 처인구 유림동 용인IC입구사거리에서 용인시 처인구 포곡읍 포곡삼거리을 잇는 도로다.

## 주요 경유지
경기도
- 용인시 처인구 (유림동 . 포곡읍)

## 노선
| 이름                      | 접속 노선                   | 소재지 | 소재지 | 소재지 | 비고 |
| ------------------------- | --------------------------- | ------ | ------ | ------ | ---- |
| 용인IC입구사거리          | 국도 제45호선 (백옥대로)    | 용인시 | 처인구 | 유림동 |      |
| 수포교앞사거리            | 50호선 영동고속도로 영문로  | 용인시 | 처인구 | 유림동 |      |
| 수포인도교                |                             | 용인시 | 처인구 | 유림동 |      |
|                           | 포곡읍                      | 용인시 | 처인구 |        |      |
| 인정멜로디삼거리          | 포곡로61번길                | 용인시 | 처인구 |        |      |
| 둔전역삼거리              | 경안천로                    | 용인시 | 처인구 |        |      |
| 계룡아파트삼거리          |                             | 용인시 | 처인구 |        |      |
| 신원아파트삼거리          | 국도 제45호선 (백옥대로)    | 용인시 | 처인구 |        |      |
| 농협지점앞 교차로         | 포곡로107번길 포곡로108번길 | 용인시 | 처인구 |        |      |
| 둔전사거리                | 포곡로117번길 포곡로118번길 | 용인시 | 처인구 |        |      |
| 보라어린이집삼거리        | 포곡로192번길               | 용인시 | 처인구 |        |      |
| 호곡주유소앞 교차로       | 포곡로141번길               | 용인시 | 처인구 |        |      |
| 포곡고등학교입구삼거리    | 포곡로210번길               | 용인시 | 처인구 |        |      |
| 전대삼거리                | 에버랜드로                  | 용인시 | 처인구 |        |      |
| 둔전5리삼거리             | 포곡로234번길               | 용인시 | 처인구 |        |      |
| 삼계삼거리                | 포곡로246번길               | 용인시 | 처인구 |        |      |
| 포곡읍행정복지센터 삼거리 |                             | 용인시 | 처인구 |        |      |
| 삼계삼거리                | 포곡로61번길                | 용인시 | 처인구 |        |      |
| 대웅경영개발원 교차로     | 포곡로285번길 두계로        | 용인시 | 처인구 |        |      |
| 포곡삼거리                | 국도 제45호선 (백옥대로)    | 용인시 | 처인구 |        |      |

## 주요 건물및 시설
- 둔전역 (포곡로 70/둔전리 406-93)
- 도미노피자 용인포곡점 (포곡로 80/둔전리 384-11)
- 이디야커피 용인둔전점 (포곡로 99/둔전리 378-26)
- 농협 포곡농협 둔전지점 (포곡로 106/둔전리 393-16)
- KT 제이엘모바일둔전점 (포곡로 110/둔전리 152-17)
- 농협 용인축산농협 포곡지점 (포곡로 113/둔전리 154-1)
- 올리브영 용인포곡점 (포곡로 121/둔전리 158)
- 아성다이소 용인둔전점 (포곡로 125/둔전리 190-11)
- GS25 둔전영재점 (포곡로 125/둔전리 190-11)
- 공차 용인둔전점 (포곡로 127/둔전리 190-9)
- CU 용인둔전제일점 (포곡로 136/둔전리 190-1)
- SK에너지 호광주유소 (포곡로 145/둔전리 192-8)
- 기아오토큐 포곡점 (포곡로 163/둔전리 202-6)
- HD현대오일뱅크 직영 둔전셀프주유소 (포곡로 177/둔전리 52-1)
- 포곡119안전센터 (포곡로 252/삼계리 588-18)
- 포곡읍행정복지센터 (포곡로 258/삼계리 588-5)
- CU 용인포곡점 (포곡로 272/삼계리 666-10)
- GS25 용인삼계점 (포곡로 275/삼계리 562-1)
- CU 용인삼계점 (포곡로 311/삼계리 484-16)
- 포곡우체국 (포곡로 320/삼계리 479-20)
- GS칼텍스 포곡크라주유소 (포곡로 334/삼계리 398-1)